# Schrijverscollectief
Een schrijverscollectief is een groep schrijvers die zich verenigt in een schrijfgroep.
Soms dragen de betrokken auteurs elk afzonderlijk bij een eenzelfde project (zoals een tijdschrift, een verhalenbundel of een tv-serie), soms schrijven ze samen aan één literair werk. In dat laatste geval werken ze vaak onder één gezamenlijk pseudoniem.
Bekende schrijverscollectieven zijn of waren onder meer Het Schrijverscollectief 1972-1981, Writers on Heels en Nicci French.

## Schrijverscollectieven in Nederland
Damesschrijfbrigade Dorcas
Dit collectief bestond uit vier Groningse schrijfsters: Hanneke Dantuma, Marianne Gossije, Marlite Halbertsma en Margriet ter Steege. Zij schreven de romancyclus Wilde Rozen (1979-1983).
Links Richten
Links Richten was een communistisch georiënteerd collectief (1930-33) dat tevens een tijdschrift (1932-33) uitgaf onder dezelfde naam. Leden waren onder meer Jac. van Hattum en Jef Last.
Het Schrijverscollectief 1972-81
Deze schrijversgroep werd in 1972 bij elkaar gebracht door regisseur Frans Boelen. De zes leden waren Willem Wilmink, Hans Dorrestijn, Karel Eykman, Fetze Pijlman, Ries Moonen en Jan Riem. Zij schreven teksten en liedteksten voor televisieprogramma's voor jongeren: De Stratemakeropzeeshow (1972-74), De film van Ome Willem (1974-89) en J.J. de Bom (1979-81) (grotendeels op muziek gezet door Harry Bannink).
De schrijvers van de ronde tafel
Dit collectief bestaat uit schrijvers van historische jeugdboeken. Leden zijn of waren onder meer Suzanne Wouda, Peter Smit, Hans Kuyper en Joyce Pool.
Fixdit
Fixdit is een Nederlands/Vlaams collectief, opgericht in 2020, dat streeft naar meer diversiteit in de canon en de literaire wereld.
Writers on Heels
Dit schrijverscollectief (opgericht 2005) had het doel meer aandacht te vestigen op jonge Nederlandse schrijfsters. Leden waren onder anderen Simone van der Vlugt, Siska Mulder en Susan Smit. In 2007 verscheen de verhalenbundel De verleiding (met daarin werk van 13 Nederlandse schrijfsters).

## Schrijverscollectieven in België
Digther
Dit Vlaamse schrijverscollectief gaf onder dezelfde naam een tijdschrift uit (1999 tot 2012). Daarna gingen ze online verder met een blog (De schaal van dighter).
Fixdit
Fixdit is een Nederlands/Vlaams collectief, opgericht in 2020, dat streeft naar meer diversiteit in de canon en de literaire wereld.
Het Gentse Schrijverscollectief
Dit collectief werd opgericht in 2007 in Gent. De betrokken auteurs gaven meerdere boeken uit, waaronder De zevende zonde en Betreden op eigen risico. Ook organiseerden ze een schrijfwedstrijd.
Hola Guapa
Het schrijverscollectief Hola Guapa bestaat uit Alain Quateau, Koen Sonck en Lieven Scheerlinck. Ze schrijven sinds 2003 voor Vlaamse films en televisieseries.

## Schrijverscollectieven in het buitenland
Beweging van Sestig   (Zuid-Afrika)
Zuid-Afrikaans schrijverscollectief, ook Sestigers genoemd, opgericht in de jaren 1960 door André Brink en Breyten Breytenbach. De auteurs verzetten zich tegen de apartheid.
Erin Hunter   (Verenigd Koninkrijk)
Erin Hunter is het pseudoniem van een groep Britse schrijvers achter boekenseries als Warrior Cats en Seekers.
Nicci French   (Verenigd Koninkrijk)
Nicci French is het pseudoniem van het Britse schrijversechtpaar Nicci Gerrard en Sean French. Zij schrijven thrillers, zoals Killing me softly, Beneath the skin en Land of the living.
Ellery Queen   (Verenigde Staten)
Ellery Queen is het pseudoniem van de Amerikaanse neven Frederic Dannay en Manfred B. Lee. Zij schreven in de jaren 1929-1971 ongeveer honderd detectives, waarvan een groot aantal met als hoofdpersonage Ellery Queen.